# Heilig Hartbeeld (Neeritter)
Het Heilig Hartbeeld is een standbeeld in de Nederlandse plaats Neeritter (gemeente Leudal), in de provincie Limburg.

## Achtergrond
Het Heilig Hartbeeld werd gemaakt in het Atelier Thissen in Roermond. Het werd in 1921 opgericht als geschenk van de parochianen en stond aanvankelijk op de markt.
Identieke beelden staan in Holtum (1929), Klimmen (1928), Nistelrode (1922) en Papenhoven (1927).

## Beschrijving
Het beeld toont een Christusfiguur ten voeten uit, blootsvoets staande op bolsegment met een rand van golvende lijnen, wellicht symbool voor de wereldbol omgeven door wolken. Hij is gekleed in een lang, gedrapeerd gewaad en omhangen met een mantel. Hij houdt zijn rechterhand zegenend geheven, met gestrekte wijs- en middelvinger, de linkerhand wijst naar het vlammende Heilig Hart op zijn borst, dat wordt omwonden door een doornenkroon en bekroond met een kruis. 
Het beeld staat op een gemetselde sokkel, waarop een plaquette is geplaatst met de tekst 

H. HART
VAN
JEZUS
WIJS ONS
DEN WEG
EN
ZEGEN ONS